# Celso Renato
Celso Renato de Lima (Rio de Janeiro, 23 de julho de 1919 — Belo Horizonte, 2 de setembro de 1992) foi um pintor expoente no abstrato geométrico brasileiro nos anos 60, sendo ao lado de Amilcar de Castro um dos mais singulares artistas no diálogo com a tradição construtiva em Minas Gerais.

## Biografia
Nasceu no Rio de Janeiro em julho de 1919, mas ainda criança muda-se para Belo Horizonte, Minas Gerais. É introduzido a pintura ainda jovem por seu pai, o pintor Renato de Lima, mas segue relativamente autodidata. A partir de 1962, sua presença é constante nas bienais com abstrato a cada ano mais geométrico. Ganha renome com algumas belas obras. Nos anos 70-80 ele ainda trabalha como advogado em uma estatal. Neste tempo, restringe suas obras ao seu ateliê em Belo Horizonte. Volta às bienais de São Paulo em 1983 com um trabalho de características construtivas, feitos em madeiras descartadas em construções com pinturas que lembram signos de uma geometria arcaica.

### Expressionista geométrico
Celso Renato iniciou a carreira artística no começo dos anos 1960 e sua primeira fase foi marcada pela influência da abstração informal, com grafismo gestuais, que não só amadureceu rápido para formas geométricas, mas o levou às principais salas de exposição do país. Celso Renato alia-se a uma espécie de "geometria sensível" que a partir dos anos 1950 desenvolve no Brasil como uma vertente da arte abstrata geométrica. No auge de suas pinturas a óleo, fez bastante uso do azul e marrom no fundo de suas telas e sobre elas trabalha figuras geométricas abstratas, sem necessariamente apresentar o caráter racionalista e projetivo da arte concreta, um construtivismo tardio, que nasce a contrapelo das teorias libertárias da Escola de Ulm, dos Centros Populares de Cultura ou dos movimentos Concreto e Neoconcreto. Celso Renato, ganhou rapidamente renome neste cenário do abstrato nacional com algumas obras notórias como os quadrados preto e branco sobre azul e abstratos gestuais que marcaram sua presença em inúmeras bienais de São Paulo. 

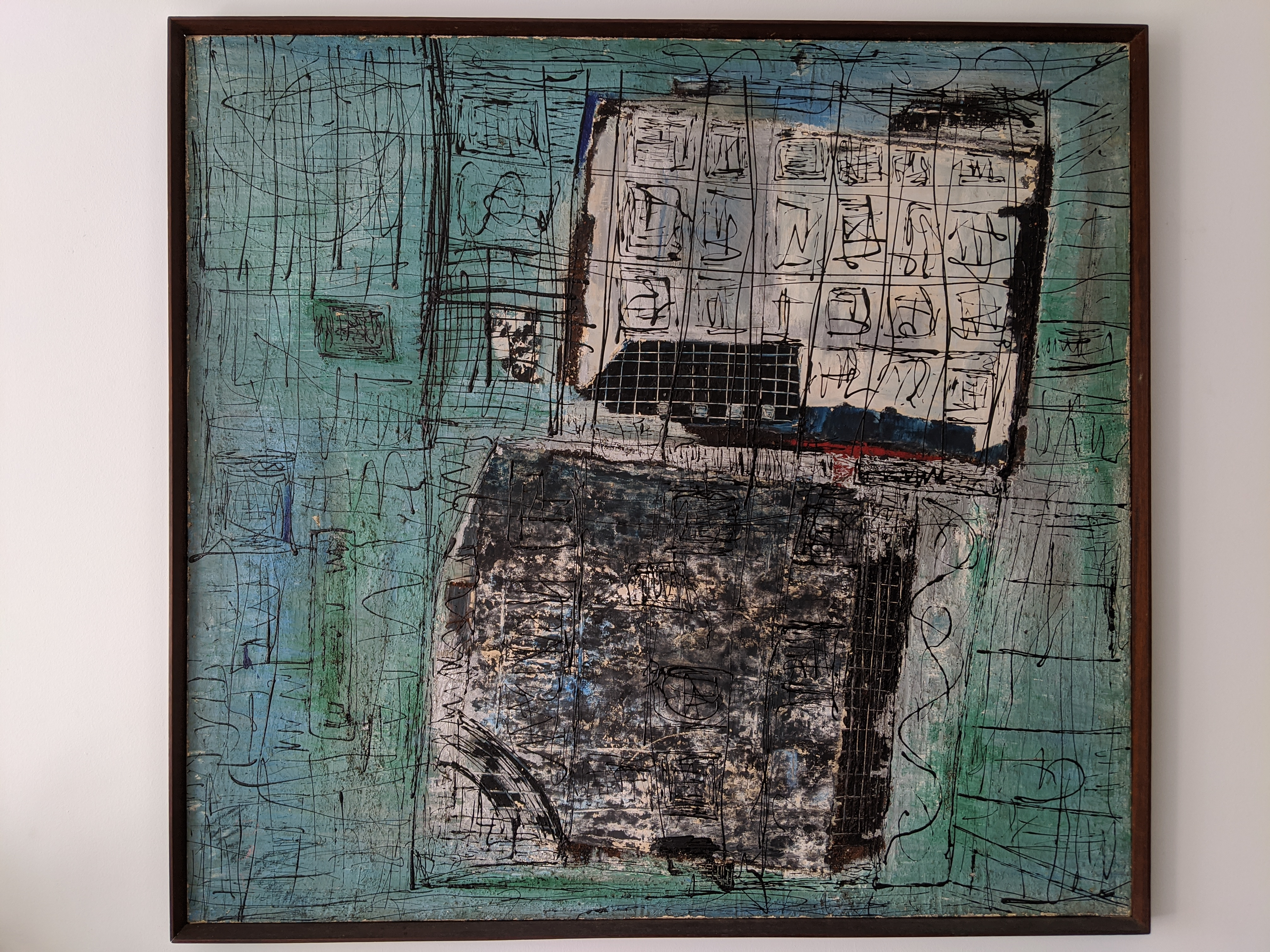
CELSO RENATO de Lima, Sem título, s/d Óleo, 134 x 143 cm. Entre fim dos anos 50' e começo 60'. Exibido na XX Bienal de São Paulo (1989). Sala Especial Nacional: Pintura Abstrata - Efeito "Bienal" 1954-1963

### Pinturas-Assemblages
A partir dos anos 70, pouco a pouco, Celso reduz substancialmente sua produção artística, dedicando seu tempo ao direito e praticamente desaparece das exposições. Justamente neste período mais recluso que Celso Renato começa a alternar das telas e materiais mais caros e importados, sofisticados para a época, assim como faz Mira Schendel e outros ao usar acrílico sobre tela, Celso também faz experimentos com pintura sobre tapumes e tábuas velhas de construção e traços cada vez mais geométricos e minimalista enaltecendo à textura das madeiras.
A simplificação de seus traços á formas geométricas cada vez mais simples como linhas, quadrados e triângulos recorrentes em suas pinturas-assemblages sobre madeira, dominante nas obras de Celso Renato a partir dos anos 80, ganham um espaço singular frente ao construtivismo mineiro.

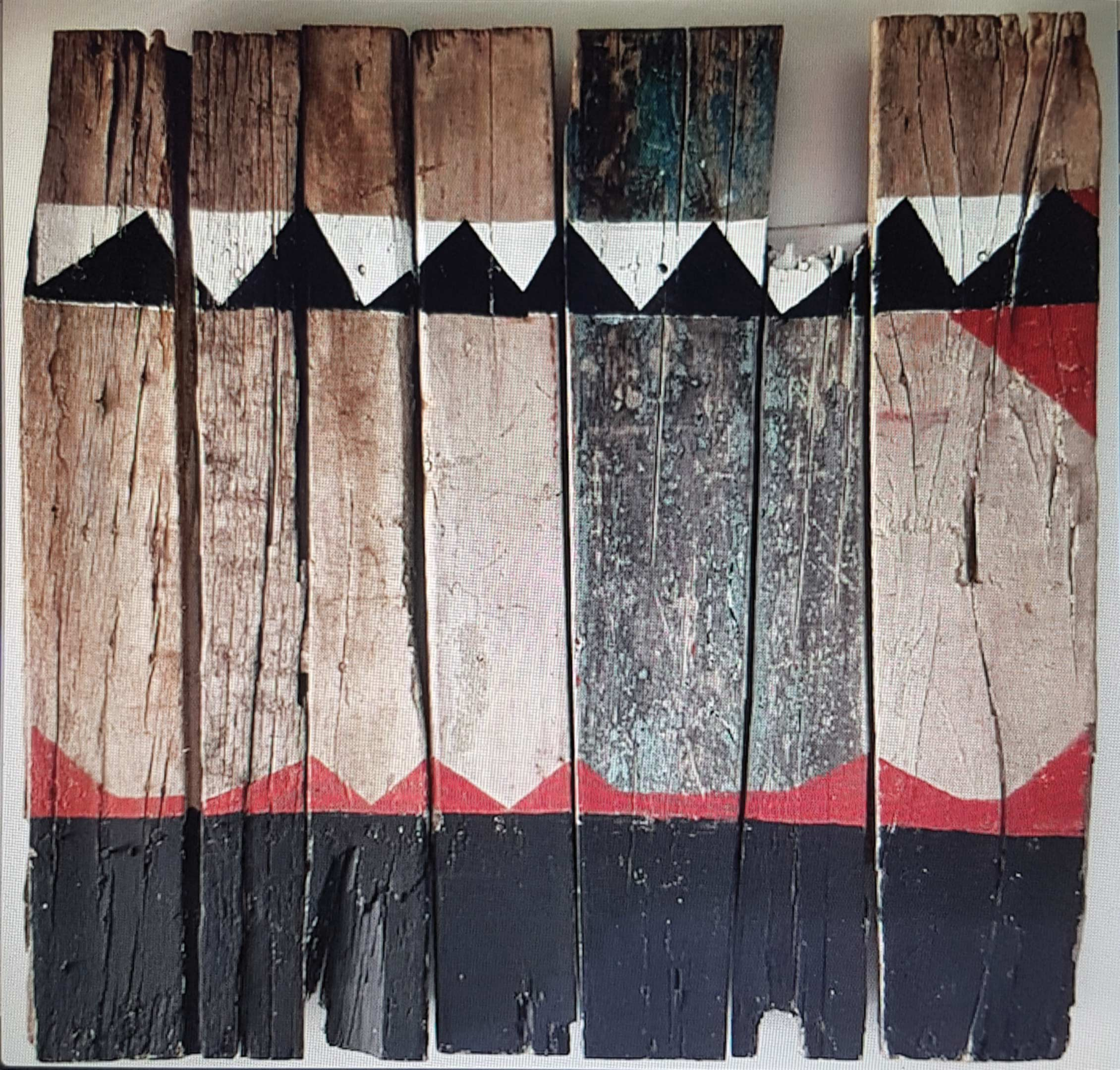
CELSO RENATO de Lima. Sem título. Madeira com pintura acrílica. 80 x 80 cm. Década de 80.

Nesta segunda fase artística, a madeira passou a ser a matéria prima e era coletada em canteiros de obra nas horas vagas. Celso limpava toda superfície e a trabalhava com cuidado, deixando sobressair seu plasticidade junto a pintura. Ele mantém as cores branca, preto e vermelho como identidade, inicialmente com as sobras do período das canvas que provocou a simplificação de seus traços, mas fomentaria a consistência do trabalho, muitas vezes aproximando sua arte ao universo da arte popular indígena e fazendo desde seu período mais conhecido.  

## Exposições

### Exposições individuais
- 2018 Celso Renato, Palácio das Artes, Belo Horizonte, Brasil
- 2017 Celso Renato, HIC SVNT DRACONES, Nova York, USA
- 2015 Celso Renato, Mendes Wood DM, São Paulo, Brasil
- 1990 Celso Renato, Itaú Galeria, Belo Horizonte, Brasil
- 1988 Pace Arte Galeria, Belo Horizonte, Brasil
- 1985 Retrospectiva, Museu Mineiro, Belo Horizonte, Brasil
- 1982 Galeria Luisa Strina, São Paulo, Brasil
- 1980 Galeria Telemig, Belo Horizonte, Brasil
- 1968 Galeria Hotel Del Rey, Belo Horizonte, Brasil
- 1965 Galeria Guignard, Belo Horizonte, Brasil
- 1962 Galeria Edifício Malleta, Belo Horizonte, Brasil

### Exposições coletivas
- 2017 Markers, David Zwirner, London, UK.
- 2017 Building Material: Process And Form In Brazilian Art, Hauser and Wirth, Los Angeles, USA
- 2015 Kiti Ka'Aeté, The Modern Institute, Glasgow, Reino Unido
- 2004 Tudo é Brasil, Itaú Cultural, São Paulo, Brasil
- 2003 Coletiva Marilia Razuk, São Paulo, Brasil
- 2002 Mapa do Agora: Arte Brasileira na Coleção João Sattamini do Museu Contemporâneo de Niterói, Instituto Tomie Ohtake, São Paulo, Brasil
- 1994 Bienal do Século XX, Fundação Bienal de São Paulo, Brasil
- 1994 4 X Minas, Museu de Arte de São Paulo (MASP), São Paulo, Brasil
- 1994 4 X Minas, Museu de Arte Moderna Bahia, Bahia, Brasil
- 1994 4 X Minas, Museu de Arte Moderna Rio de Janeiro, Rio de Janeiro, Brasil
- 1994 Identidade Virtual, Museu da Inconfidência, Minas Gerais, Brasil
- 1992 Begegnung mit den Anderen, Kasel, Alemanha
- 1992 Ícones da Utopia, Fundação Palácio das Artes, Belo Horizonte, Brasil
- 1990 Construção Selvagem, Centro Cultural São Paulo, São Paulo, Brasil
- 1990 Construção Selvagem, Palácio das Artes, Belo Horizonte, Brasil
- 1989 20º Panorama de Arte Atual Brasileira, Museu de Arte Moderna, São Paulo, Brasil
- 1989 20º Bienal Internacional de Arte de São Paulo, São Paulo, Brasil
- 1989 Mineiros na 20º Bienal Internacional de Arte de São Paulo, Pace Arte Galeria, Belo Horizonte, Brasil
- 1988 Sete Artistas Brasileiros, Fundação Guayaasamin, Quito, Equador
- 1988 Sete Artistas Brasileiros, Instituto Cultural da Embaixada da Argentina, Rio de Janeiro, Brasil
- 1986 17º Panorama de Arte Atual Brasileira, Museu de Arte Moderna, São Paulo, Brasil
- 1985 Destaque da Arte Contemporânea Brasileira, Museu Moderna, São Paulo, Brasil
- 1984 Tradição e Ruptura: Síntese de Arte e cultura brasileira, Fundação Bienal de São Paulo, São Paulo, Brasil
- 1984 10 Artistas Mineiros, Museu de Arte Contemporânea da Universidade de São Paulo, São Paulo, Brasil
- 1983 17º Bienal Internacional de Arte de São Paulo, São Paulo, Brasil
- 1981 8º Salão Global de Inverno, Museu de Arte de São Paulo (MASP), São Paulo, Brasil
- 1981 8º Salão Global de Inverno, Museu de Arte Moderna, Rio de Janeiro, Brasil
- 1976 Arte Não-Figurativa Hoje, Palácio das Artes de Belo Horizonte, Minas Gerais, Brasil
- 1975 Salão de Arte de Belo Horizonte, Minas Gerais, Brasil
- 1970 O Processo Evolutivo da Arte em Minas: 1960-1970, Palácio das Artes de Belo Horizonte, Minas Gerais, Brasil
- 1968 23º Salão de Belas Artes da Cidade de Belo Horizonte, Museu de Arte da Pampulha, Minas Gerais, Brasil
- 1967 9º Bienal Internacional de Arte de São Paulo, São Paulo, Brasil
- 1967 3º Salão de Arte Contemporânea de Campinas, Museu de Arte Contemporânea José Pancetti, Campinas, São Paulo, Brasil
- 1966 21º Salão de Belas Artes da Cidade de Belo Horizonte, Museu de Arte da Pampulha, Minas Gerais, Brasil
- 1965 8º Bienal Internacional de Arte de São Paulo, São Paulo, Brasil
- 1965 20º Salão de Belas Artes da Cidade de Belo Horizonte, Museu de Arte da Pampulha, Minas Gerais, Brasil
- 1964 Artistas Mineiros, Galeria Atrium, São Paulo, Brasil
- 1964 Salão de Artistas Mineiros, Universidade de Minas Gerais, Minas Gerais, Brasil
- 1964 19º Salão de Belas Artes da Cidade de Belo Horizonte, Museu de Arte da Pampulha, Minas Gerais, Brasil